# Средно училище „Св. Климент Охридски“
Средно училище „Св. Климент Охридски“ е емблематично за Пловдив училище. Намира се на бул. „Васил Априлов“ 5. Училището има изградена традиция в профилираното обучение по природни науки.

## История
През 1937 – 1938 г. в Пловдив е формирана Смесена гимназия чрез отделяне на ученици и ученички от всички класове на съществуващите тогава в Пловдив мъжка и девическа гимназии, които са от околните на Пловдив села и от пансионите за сираци.
През учебната 1942 – 1943 г. с отделяне на ученичките във Втора девическа гимназия „Царица Йоанна“ училището е преобразувано във Втора мъжка гимназия, а от 1945 г. до 1950 г. е Втора мъжка гимназия „Георги Димитров“. През есента на 1950 г. училището е преименувано на Шесто смесено средно училище „Георги Димитров“. Тогава то се помещава в сградата на бивше еврейско училище до Гроздовия пазар – стилна двуетажна сграда с голям двор, ограда и красив портал.
От 1983 – 1984 г. след обединението с ОУ „В. И. Ленин“ е вече ЕСПУ „Георги Димитров“. През 1988 г. за постигнатите успехи в учебната дейност и във връзка с 50-годишнината от основаването му с Указ № 1675 на Държавния съвет на България училището е наградено с орден „Кирил и Методий“ I степен.
От 20 ноември 1991 г. с Решение на Общинския съвет в гр. Пловдив то се преименува на Средно образователно училище „Свети Климент Охридски“. От 2016 г. училището се нарича СУ „Св. Климент Охридски“.
Училището има изградена традиция в профилираното обучение по природни науки – биология и химия. През май 2018 г. училището чества 80-годишния си юбилей, отчитайки, че голяма част от лекарите на Пловдив са обучавани в него.

## Възпитаници
- Филип Ишпеков – български политик
- Иван Панев – български политик
- Петър Изамски – свещеник
- Петър-Емил Митев – български политолог и социолог
- Стойчо Бресковски - български палеонтолог и геолог
- София Василева - професор по културно наследство, доктор на науките